# 카중굴라교

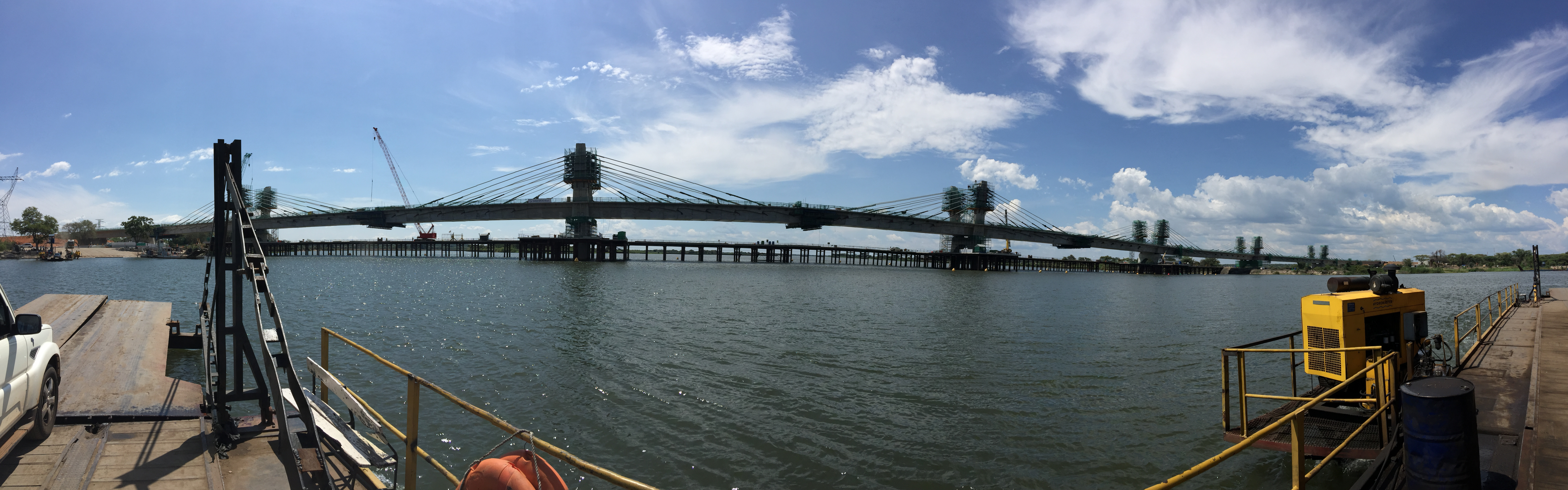
카중굴라교

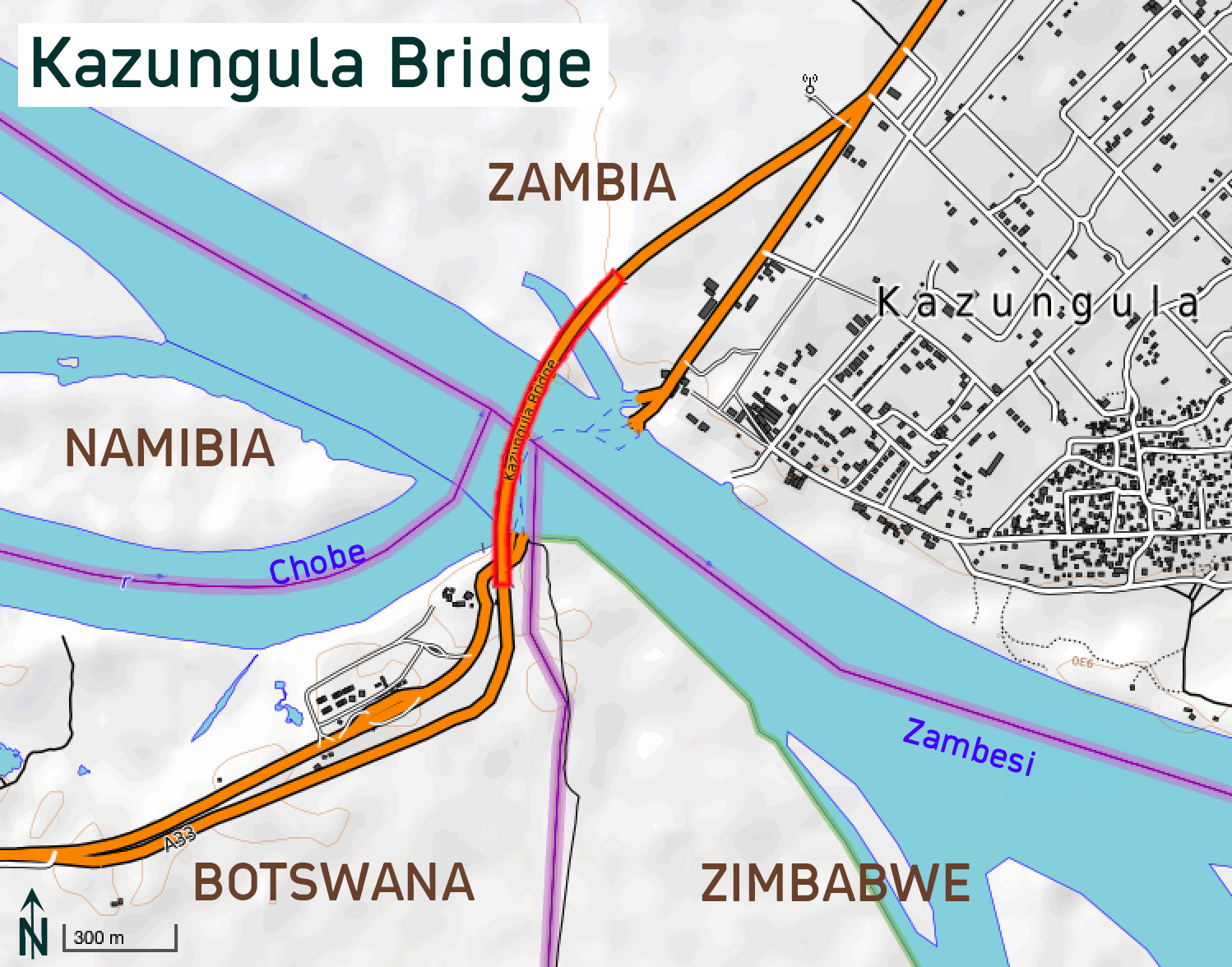

카중굴라교(Kazungula Bridge)는 잠베지강에서 잠비아 남부주와 보츠와나 초베구를 잇는 다리로 길이는 923m, 폭은 18.5m, 최대 교량 간격은 129m다. 2014년 착공하여 대우건설이 공사를 진행하고 2021년 5월 10일 개통했다. 카중굴라교가 완공되기 전에는 양국을 선박으로만 이동할 수 있었다. 카중굴라교 인근에는 나미비아 및 짐바브웨와의 국경도 있다.

## 역사
2007년 8월 양국 정부는 선박을 대체하기 위한 다리 건설을 선언했다. 국경 시설을 포함하여 미화 2억 5930만 불이 소요됐다.

### 2013년
양국 정부는 아프리카 개발 은행과 일본 국제협력기구로부터 자금을 대출받았고, 다리 공사를 위해 합동으로 개찰을 했다. 해당 계획은 공사 기간이 6년이 소요되고, 낙찰 업체는 부대 시설, 설계 검토, 계약 사항을 문서로 기록, 공사 감독, 공사 이후 서비스 등에 대한 조건이 있다는 내용이 발표됐다.

### 2014년
공사로 인해 철거될 잠비아 측 룸보 마을 주민을 위한 가옥 40채가 준비되었다.
3월에 대우건설, 이외에 중국 및 일본 업체 각각 1곳, 총 3곳이 최종 후보가 되었다. 이후 대우건설이 낙찰됐다.